# CAMELOT 〜禁断の王城〜
『CAMELOT 〜禁断の王城〜』（キャメロット きんだんのおうじょう、原題：Camelot）は、2011年2月25日から同年6月10日までにアメリカ合衆国のStarzより放送されたテレビドラマ。全10話で、各話約60分である。

## 概要
アメリカ、アイルランドとカナダの共同合作で、総制作費は約60億円と言われている。中世ヨーロッパを舞台にして、イギリスに伝わるアーサー王物語に基づいたアダルトバージョンの歴史ファンタジードラマ。アーサー王伝説を題材にしたBBCのTVシリーズ『魔術師 MERLIN』とは対照的に、本作は成人向けに製作されており過激な性愛シーンが話題になった。第1シリーズの放送終了後に打ち切りが正式に発表された。
日本では2012年3月20日から同年5月22日までにIMAGICA BS 252chより日本語字幕版の全10話が毎週火曜放送されている。

## 登場人物
アーサー・ペンドラゴン（Arthur Pendragon）
演 - ジェイミー・キャンベル・バウアー / 日本語吹替 - 前野智昭
ウーサー・ペンドラゴンの隠し子であり、天真爛漫な美青年。
モーガン・ペンドラゴン（Morgan Pendragon）
演 - エヴァ・グリーン / 日本語吹替 - 魏涼子
アーサーの異母姉であり、愛欲・陰謀と妖艶な魅力に溢れる闇の魔術を操る魔女。キャメロットの王位を狙う陰謀を企んでいる。
マーリン（Merlin）
演 - ジョセフ・ファインズ / 日本語吹替 - 咲野俊介
未来の予言者であり、キャメロット王城の魔術師。アーサーの指導者が役割。
イグレーヌ（Igraine）
演 - クレア・フォーラニ / 日本語吹替 - 五十嵐麗
アーサーの実母であり、ウーサー・ペンドラゴン王の2番目の妻。
グィネヴィア（Guinevere）
演 - タムシン・エガートン / 日本語吹替 - 岡寛恵
アーサーの夢の中に現れた金髮美女。実は円卓の騎士の一人レオンテスの新妻。アーサーとの性関係を持つ。
ロット王（King Lot）
演 - ジェームズ・ピュアフォイ
狡猾な野心家で、モーガンと聯合し、ブリテンの征服を企む。
ヴィヴィアン（Vivien）
演 - チボ・チュン
褐色の肌で、モーガンの侍女の一人である。
シビル（Sybil）
演 - シニード・キューザック
修道女の風貌で、モーガンとの関係は謎に包まれている。
ケイ（Kay）
演 - ピーター・ムーニー
アーサーの乳兄弟であり、円卓の騎士の一人。
レオンテス（Leontes）
演 - フィリップ・ウィンチェスター
グィネヴィアの夫であり、円卓の騎士の一人。
ガウェイン（Gawain）
演 - クライヴ・スタンデン / 日本語吹替 - 中村和正
最強の円卓の騎士である。
ウーサー・ペンドラゴン（Uther Pendragon）
演 - セバスチャン・コッホ
アーサーの実父であり、ブリテンの王。

## スタッフ
- 製作総指揮：グレアム・キング、クリス・チブナル、ティム・ヘディントン、フレッド・フックス、ダグラス・レイ、マイケル・ハースト
- 企画：クリス・チブナル、マイケル・ハースト
- 脚本：マイケル・ハースト
- 衣装：ジョアン・バーキン

## 各話リスト
| 放送話 | タイトル                                   | アメリカ初放送日 | 日本初放送日  |
| ------ | ------------------------------------------ | ---------------- | ------------- |
| 第1話  | Homecoming 王の凱旋                        | 2011年2月25日    | 2012年3月20日 |
| 第2話  | The Sword And The Crown 聖剣と王冠         | 2011年4月1日     | 2012年3月27日 |
| 第3話  | Guinevere グィネヴィア                     | 2011年4月8日     | 2012年4月3日  |
| 第4話  | Lady Of The Lake 湖の乙女                  | 2011年4月15日    | 2012年4月10日 |
| 第5話  | Justice 王の裁き                           | 2011年4月29日    | 2012年4月17日 |
| 第6話  | Three Journeys 三つの旅                    | 2011年5月6日     | 2012年4月24日 |
| 第7話  | The Long Night 長い夜                      | 2011年5月13日    | 2012年5月1日  |
| 第8話  | Igraine 二人のイグレーヌ                   | 2011年5月20日    | 2012年5月8日  |
| 第9話  | The Battle Of Bardon Pass バードン峠の闘い | 2011年6月3日     | 2012年5月15日 |
| 第10話 | Reckoning 最後の審判                       | 2011年6月10日    | 2012年5月22日 |

## 日本での放送局
| 放送地域 | 放送局           | 放送期間                                                           | 放送日時                                     |
| -------- | ---------------- | ------------------------------------------------------------------ | -------------------------------------------- |
| 日本全域 | IMAGICA BS 252ch | 2012年3月20日 - 5月22日（初放送） 2012年7月23日 - 8月3日（再放送） | 火曜 23:00 - 23:30 2週全天放送 14:00 - 15:00 |
| 日本全域 | BS11             | 2013年2月27日 - 5月1日                                             | 水曜 22:00 - 22:54                           |

## 受賞ほか
- 2011年：第38回サターン賞 - テレビプレゼンテーション賞
- 2011年：第38回サターン賞 - DVDテレビ賞